# Nicolás Tomas Gentile
Nicolás Tomas Gentile (Santiago del Estero, Argentina, 4 de junio de 1950) es profesor y escritor en Ciencia de la Horticultura argentino.

## Biografía
Nicolás Tomas Gentile es nació el 4 de junio de 1950 Santiago del Estero, Argentina, sus padres José Gentile y Carolina Corona, sus hermanos Tomasa Gentile, José Gentile (fallecido), Mariana Gentile; es casado con María Inés Bravo, Profesora en Letras, de cuyo matrimonio tiene un hijo que es Nicolás Domingo Gentile Bravo, Profesor en Artes Visuales.
Gentile es Profesor en el área de enseñanza agropecuaria y técnico en el orden provincial santiagueño. Consultor en horticultura familiar, comunitaria y escolar. Investigador, ensayista en ciencia y técnica de la horticultura, conferencista.

## Académico
Es egresado de la Escuela de Agricultura, Ganadería y Anexo que fuere dependiente de la Universidad Nacional de Tucumán, actualmente depende de la UNSE.
Realizó cursos de capacitación docente en enseñanza agropecuaria destinado a profesores agropecuarios, profesor agropecuario en el nivel medio provincial, es profesor en el curso de Horticultura Familiar Ecológica y profesor en el Curso de Hortalizas en Macetas y en Jardines del Programa Educativo de Adultos Mayores, UNSE.
Profesor extraordinario Ad-Honorem en Historia de la Horticultura Incaica y Tonocotes de la Escuela Quichua Argentino de la UTN, Regional Tucumán.

## Distinciones
Recibió siete distinciones entre científicas, técnicas y docentes en distintos órdenes municipal, provincial y nacional entre las que se destacan León de Honor, Faja de Honor y Premio Nacional de Mérito Agropecuario¸ en el rubro de Horticultura Año 2005.
Es miembro de la Sociedad Argentina de Escritores, filiar Santiago del Estero, miembro de la Sociedad Argentina de Letras, Artes y Ciencias (SALAC), miembro del Centro Bandeño de Investigaciones y Letras (CEBIL).
Sus libros se encuentran en diversas universidades argentinas y en bibliotecas públicas y escolares, muchas de sus obras han sido presentadas en el exterior como en España por el Programa Educativo Adultos Mayores (UNSE), Pettineo (Municipio) y en Coronia (Escuela de Agronomía) Italia y en Cuba fueron presentados en la Universidad de las Villas Marta Abreu por la Facultad de Ciencias Agropecuarias. También sus libros se encuentran en la Biblioteca de la Embajada Argentina en Kuwait.
Integra la Antología de Santiagueños Notables II del Profesor Roberto Arévalo, se hicieron estudios biográficos sobre su obra para obtención de título académico, fue Jefe del Programa Provincial 2500 Huertas Familiares e Institucionales. Cofundador del Centro de Educación Agrícola La Invernada de Santiago del Estero que fuere dependiente de la Dirección Nacional de Enseñanza Agrícola Años 1972-1973.
Conductor del Programa La Huerta en el Hogar, años 1986-1987 y 1992 por Canal 7, Santiago del Estero. Invitado especial sobre Horticultura ecológica en medios de comunicación.

## Libros
- Manual Práctico Educativo da la Huerta Familiar.
- Manual de la Huerta Escolar.
- Manual de la Huerta Comunitaria.
- Tratado Practico de Horticultura Familiar.
- Tratado de Horticultura Escolar.
- Rasgos Históricos de la Horticultura
- Y su última obra La Horticultura en la defensa del medio ambiente (2.ª Edición).